# Shi Pei Pu
Shi Pei Pu (cinese tradizionale: 時佩璞; cinese semplificato: 时佩璞; pinyin: Shí Pèipú; Shandong, 21 dicembre 1938 – Parigi, 30 giugno 2009) è stato un agente segreto e cantante cinese dell'Opera di Pechino.
È noto soprattutto per il singolare caso di spionaggio che lo vide intrattenere una relazione sessuale con Bernard Boursicot, un impiegato dell'ambasciata francese a Pechino, che per tutti i vent'anni della loro relazione rimase convinto che Shi Pei Pu fosse una donna.

## Biografia
Figlio di un docente universitario e di un'insegnante, Pu crebbe a Kunming dove imparò il francese e si laureò poi in letteratura all'Università dello Yunnan. Dall'età di diciassette anni ottenne una certa fama come attore e cantante dell'Opera di Pechino e, dopo i vent'anni, cominciò anche a scrivere opere teatrali sulle condizioni dei lavoratori. Conobbe Bernard Boursicot, un impiegato dell'ambasciata francese a Pechino, in occasione della festa di Natale del 1964: Pu, che era vestito da uomo, raccontò a Boursicot di essere una donna ma di vestirsi e di comportarsi da uomo per assecondare il desiderio del padre, che avrebbe sempre voluto un figlio maschio.
In realtà Pu lavorava all'ambasciata francese come insegnante di cinese per le famiglie degli impiegati. Boursicot presumibilmente credette alla versione di Pu (anche se i suoi diari personali affermano che l'uomo aveva avuto diverse relazioni omosessuali ai tempi del collegio) e i due intrapresero una relazione. Su insistenza di Pu, tutti i loro rapporti sessuali si tennero al buio, adducendo la timidezza e la modestia delle donne cinesi come scusa per tale scelta.
Scoperta la loro relazione dal governo cinese, Boursicot fu costretto a consegnare dei documenti segreti dell'ambasciata francese, i quali continuarono a passare al governo cinese dal 1969 al 1972 a Pechino e dal 1977 al 1979 da Ulan Bator. Nel corso della sua attività di spionaggio Boursicot consegnò al governo cinese oltre cinquecento documenti. Quando Boursicot fu trasferito in Mongolia i contatti con Pu si fecero più radi, ma i due mantennero una relazione e Pu si procurò, tramite il governo cinese, un bambino di quattro anni, Shi Dudu, che spacciò a Boursicot come il frutto del loro amore. Tornato in Francia, Boursicot ottenne che l'amante e il (presunto) figlio lo raggiungessero a Parigi nel 1982. Tuttavia Boursicot fu arrestato dalle autorità francesi il 30 giugno 1983; stessa sorte toccò a Pu poco dopo. Durante il periodo di custodia, Pu spiegò ai dottori di essere riuscito a nascondere la propria virilità al diplomatico francese non mostrandogli mai i propri organi genitali maschili e avendo con lui rapporti solo di tipo anale.
Boursicot dichiarò di aver scoperto il vero sesso di Pu soltanto al processo, una situazione che attirò l'interesse e l'ilarità della stampa mondiale nel 1983. Dopo aver scoperto che Pu era un uomo, Boursicot tentò di suicidarsi in carcere, ma senza successo. Nel 1986 Pu e Boursicot furono condannati a sei anni di reclusione per spionaggio, ma nell'aprile 1987 il presidente francese François Mitterrand concesse la grazia a Pu, in un tentativo di sciogliere le tensioni diplomatiche tra Cina e Francia. Boursicot ottenne il perdono nell'agosto dello stesso anno. Uscito di prigione, Pu tornò a dedicarsi al canto e all'opera cinese, rimanendo in contatto con Boursicot nel corso degli anni e dichiarandosi ancora innamorato del francese un mese prima di morire, a Parigi, all'età di settant'anni.

## Nella cultura di massa
Il caso di Shi Pei Pu e Bernard Boursicot ispirò il drammaturgo statunitense David Henry Hwang per la sua pièce M. Butterfly, candidata al Premio Pulitzer per la drammaturgia nel 1988. La pièce di Hwang fu riadattata per il cinema da David Cronenberg nell'omonimo film, in cui Jeremy Irons interpretò Boursicot e John Lone una versione romanzata di Shi Pei Pu.